# Marjaneh Bakhtiari
Marjaneh Bakhtiari (født 1980 i Iran) er en svensk journalist og forfatterinde, der i april 2005 debuterede med Kalla det vad fan du vill (da. Kald det, hvad fanden du vil) om en svensk-iransk familie og dens balancegang mellem svenskhed, iranskhed og egen identitet.